# Beek (watergang)

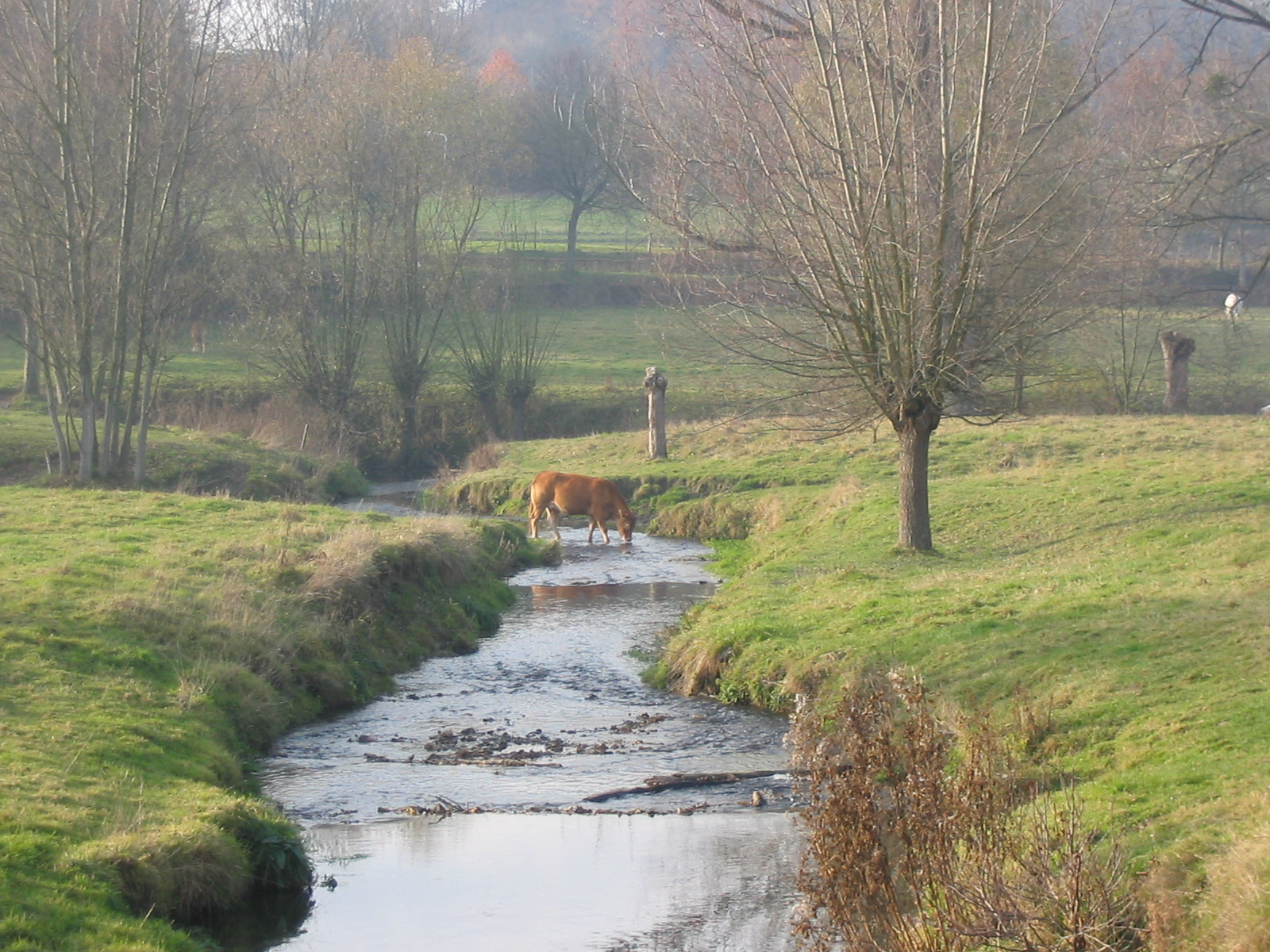
De Gulp

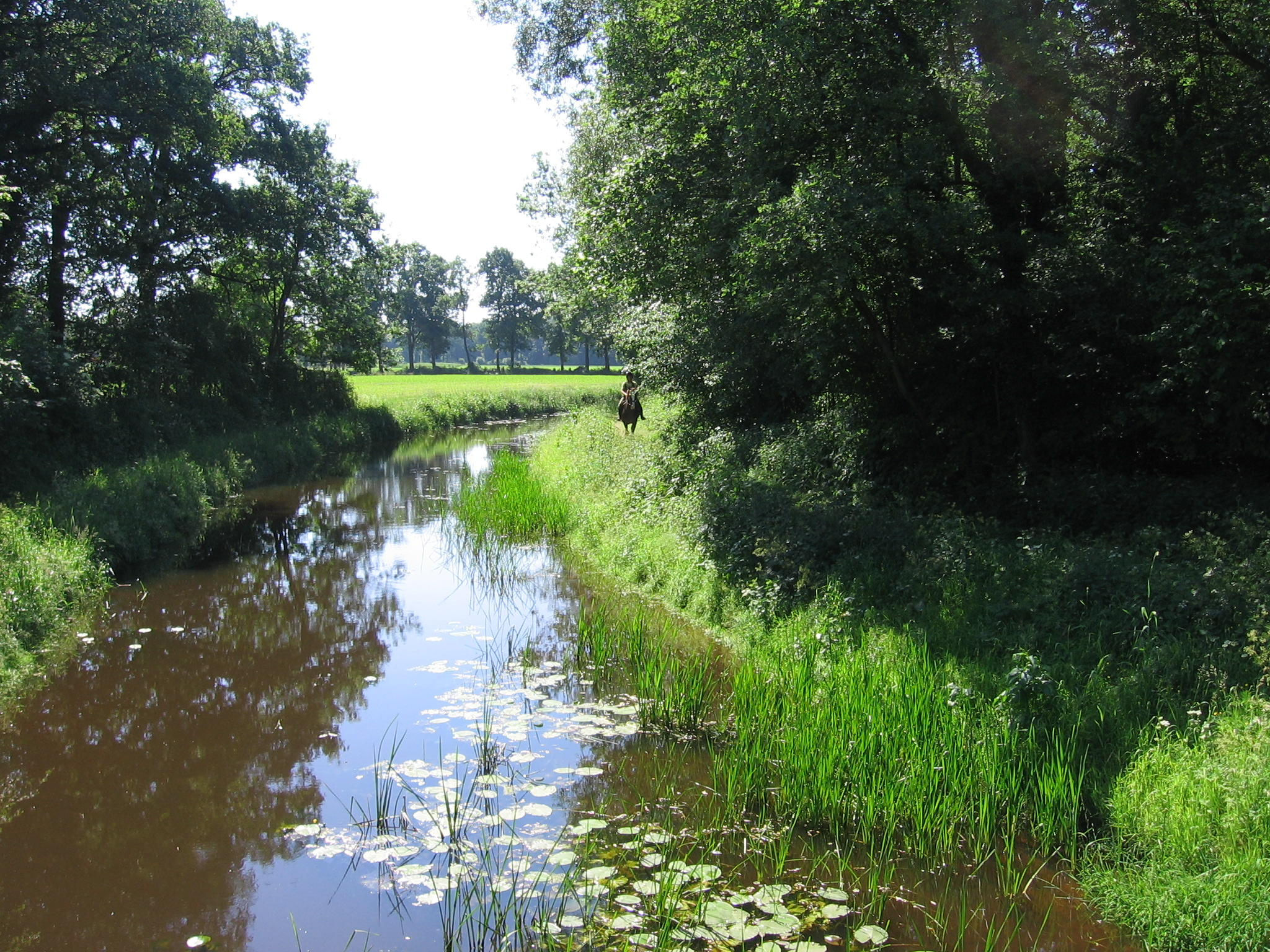
De Hagmolenbeek

Een beek is een min of meer natuurlijke stroom ondiep water die vanuit een oorsprong, vaak een bron, stroomafwaarts vloeit. Wanneer meerdere beken samenkomen en een zekere grootte krijgen spreekt men van een rivier. Een vuistregel om te bepalen of een waterloop nu een beek of een rivier genoemd moet worden, is dat een beek op alle plaatsen doorwaadbaar is en een rivier slechts op enkele plekken. In laaglandgebieden in Europa, zoals Vlaanderen en Nederland, hebben veel beken hun natuurlijk karakter verloren door ingrijpende kanalisaties.
De natuurlijke beken kunnen worden ingedeeld in drie groepen: laaglandbeken, kwelbeken en bronbeken. Laaglandbeken worden gevoed door neerslag en door uittredend grondwater. Kwelbeken vormen een variant van de laaglandbeken. Het verschil is dat de bovenloop (een kwelgebied) van de kwelbeek altijd water voert, omdat hij wordt gevoed door het grondwater dat onder druk staat. Bronbeken ontstaan als echte bronnen, omdat grondwater op bepaalde punten aan de oppervlakte treedt.
Een spreng is een bijzondere vorm van een beek.
Een duinrel is een gegraven, ondiepe watergang waarin kwelwater uit de duinen kan afstromen naar het lager gelegen land.

## Beken in polders
In polders worden beken aangelegd, hier wordt het kwelwater dat normaal door sloten die evenwijdig aan een dijk liggen afgevoerd, vervangen door haaks op de dijk gelegen beken. Een neveneffect is dat de beken veelal een verhoging van de grondwaterpeil met zich meebrengen in het omliggende terrein.